# Rimbeck (Warburg)
Rimbeck ist ein Stadtteil von Warburg, Kreis Höxter in Nordrhein-Westfalen (Deutschland) mit 1455 Einwohnern und liegt ca. neun Kilometer westlich der Kernstadt.

## Geographie
Nachbarorte von Rimbeck sind Scherfede, Bonenburg, Nörde und Ossendorf.

## Geschichte
Erste Funde für eine Besiedlung in Rimbeck finden sich aus der Zeit von 2000–500 v. Chr. (Erdwerk von Rimbeck). Im Jahre 837 wurde Rimbeck in den Traditionen der Benediktinerabtei Corvey erwähnt. Im Jahre 1140 wurde das Kloster Hardehausen gegründet und geriet durch Grunderwerb in dessen Abhängigkeit. In der Zeit zwischen 1436 und 1448 erhielt der Ort erstmals ein Dorfrecht. Im Steuerregister aus dem Jahre 1578 wurden 400 Bewohner in Rimbeck ausgewiesen. Im Jahre 1580 wurde eine Mühle an der Diemel erbaut. 
Rimbeck gehörte bis zu den Napoleonischen Kriegen zur Frei- und Gografschaft Warburg im Hochstift Paderborn. Von 1807 bis 1813 gehörte der Ort zum Kanton Warburg im Departement der Fulda des Königreichs Westphalen. 1816 kam Rimbeck zum neuen Kreis Warburg in der preußischen Provinz Westfalen, in dem die Gemeinde zum Amt Warburg gehörte, das seit 1932 Amt Warburg-Land hieß.
Im Jahre 1905 wurde die neuerrichtete St.-Elisabeth-Kirche fertiggestellt. Ein Milchwerk wurde 1952 in Rimbeck gebaut.
Am 1. Januar 1975 wurde Rimbeck durch das Sauerland/Paderborn-Gesetz in die Stadt Warburg eingemeindet, die gleichzeitig in den Kreis Höxter wechselte.

## Wirtschaft
Einer der großen Betriebe in Rimbeck war das 1952 gegründete Milchwerk. Zuletzt gehörte das Werk zum Deutschen Milchkontor (DMK). In dem Rimbecker Werk wurden pro Jahr 29.000 Tonnen Butter und 210 Millionen Liter H-Milch produziert sowie täglich zwischen 800.000 und 1 Mio. Liter Rohmilch verarbeitet. Die Butterproduktion wurde im Jahr 2013 eingestellt. Infolge verringerter Milchmengen wurde das Werk in Rimbeck 2018 ganz geschlossen.

## Vereine
- Schützenverein
- Sportverein
- Freiwillige Feuerwehr
- Musikverein
- Gesangsverein
- Angelverein
- Tennisclub
- Eggegebirgsverein Abteilung Rimbeck
- Arbeitskreis Jugend

## Persönlichkeiten
- Albert Heinekamp (1933–1991), Bibliothekar und Leibniz-Forscher